# Davide Biondini
Davide Biondini (Cesena, 24 gennaio 1983) è un dirigente sportivo ed ex calciatore italiano, di ruolo centrocampista, dal 2020 vicepresidente vicario dell’Associazione Italiana Calciatori.

## Biografia
Deferito per i fatti di Genoa-Siena 1-4 della stagione 2011-2012 (pressioni da parte dei tifosi allo stadio con i giocatori che si dovettero togliere la maglia), il 6 ottobre 2012 la Procura federale ha chiesto 30.000 euro di multa per Biondini e altri suoi 14 compagni di squadra.

## Caratteristiche tecniche
Centrocampista, giocava prevalentemente a centrocampo, ma poteva essere impiegato anche sulla fascia destra. Ha saputo affermarsi nel campionato di serie A come mediano e mezz'ala, abbinando nel tempo la capacità di inserirsi in area di rigore alle naturali doti di corsa ed interdizione.

## Carriera

### Club

#### Gli inizi al Cesena
Inizia la carriera con il Cesena, in Serie C1 nella stagione 2001-2002, dove, nonostante la giovanissima età disputa 22 gare, dimostrando subito le sue doti di incontrista. Anche la stagione successiva, Biondini gioca 24 incontri con 2 gol, e si conferma come uno dei punti di forza della squadra romagnola impegnata nella lotta promozione.

#### Vicenza
Nell'estate del 2003 passa al L.R. Vicenza in comproprietà, espressamente richiesto dal nuovo tecnico Iachini, che lo aveva allenato precedentemente a Cesena, e che difatti lo impiega stabilmente da titolare sulla fascia destra, risultando, con le sue 41 partite e un gol, uno tra i biancorossi più impegnati, al termine del campionato di Serie B. Anche la seconda stagione in biancorossa lo vede tra i protagonisti, con il rosso centrocampista impegnato in 22 occasioni (sempre con un gol), ma che vede la squadra berica retrocessa, dopo i play-out retrocessione contro la Triestina. Nel giugno 2005 anche l'altra metà diviene del Vicenza.

#### Reggina
Nel luglio del 2005 passa in comproprietà alla Reggina di Walter Mazzarri, insieme al compagno Rigoni. Inizialmente fatica a trovare spazio, ma in seguito diviene un'importante pedina della formazione amaranto. Il 28 gennaio 2006 la Reggina riscatta l'altra metà del cartellino dal Vicenza in cambio dell'attaccante Simone Cavalli, e alla fine della stagione sono 28 le partite disputate in Serie A.

#### Cagliari
Nell'agosto 2006 viene acquistato dal Cagliari in prestito con diritto di riscatto, diventando ben presto un giocatore importante nell'economia della squadra, tanto che il 20 giugno 2007 viene ufficialmente riscattato dalla società sarda. Per esigenze tattiche l'allenatore Marco Giampaolo spesso lo utilizza nel ruolo di centrocampista esterno, ma è con Massimiliano Allegri, nella stagione 2008-2009, che Biondini trova la sua definitiva consacrazione: impiegato nel ruolo di mezz'ala (prevalentemente a sinistra) il suo rendimento migliora nettamente tanto da consentirgli di trovare il gol nella storica vittoria di Torino (Juventus Cagliari 2-3). Con la maglia del Cagliari gioca la sua centesima partita il 1º novembre 2009, data storica per la società isolana la quale festeggia la millesima partita in Serie A condita dalla trecentesima vittoria.
Nella stagione 2010-2011 segna il suo primo gol in campionato contro il Palermo il 6 gennaio nella 20ª giornata siglando il gol del definitivo 3-1 con un tiro dalla lunga distanza.

#### Genoa
L'11 gennaio 2012 viene acquistato a titolo definitivo dal Genoa. Quattro giorni dopo fa il suo esordio con la nuova maglia in Genoa-Udinese, terminata 3-2 per la squadra di casa.

#### Prestito all'Atalanta
Il 24 agosto 2012 passa in prestito con diritto di riscatto all'Atalanta, con la cui maglia esordisce pochi giorni più tardi nella partita contro la Lazio. Chiude la stagione con un totale di 24 presenze, tutte in campionato. La società non ne riscatta però il cartellino e Biondini torna quindi al Genoa.

#### Il ritorno al Genoa
Fa il suo esordio stagionale il 17 agosto contro lo Spezia in Coppa Italia, nella sconfitta ai calci di rigore dopo il 2-2 dei tempi regolamentari. Esordisce poi in campionato alla seconda giornata, in occasione della sconfitta casalinga per 2-5 contro la Fiorentina.
Segna la prima rete con i rossoblu nella 14a giornata contro il Torino, portando il match sull'1-1.

#### Sassuolo
Il 23 gennaio 2014 viene ceduto in prestito al Sassuolo. Segna il suo primo gol con la maglia neroverde alla 37ª giornata contro la sua ex squadra, il Genoa; a fine stagione, dopo aver collezionato 15 presenze e una rete in campionato, viene riscattato interamente dal Sassuolo. Il 24 novembre 2016, nel corso della gara di Europa League contro l'Athletic Bilbao, si lesiona il tendine d'Achille della caviglia destra: sottoposto a intervento chirurgico, è costretto a restare fermo per alcuni mesi. Rientra in campo il 14 maggio 2017, nella vittoriosa trasferta di San Siro contro l'Inter (1-2 il risultato finale): in tale occasione viene schierato titolare e disputa tutti i 90 minuti della partita.
Il 22 giugno 2017 rinnova il contratto con il Sassuolo fino al 30 giugno 2018.

#### Cesena
Il 6 agosto 2018 firma col Cesena, squadra in cui è cresciuto calcisticamente.
Nel vittorioso campionato di serie D 2018-2019 mette a segno una rete nel 2-0 casalingo contro il Giulianova.

### Nazionale
Con la Nazionale Under-21 ha giocato 2 partite e ha preso parte agli Europei del 2006.
L'8 novembre 2009 viene convocato per la prima volta in Nazionale maggiore per il doppio impegno amichevole contro Paesi Bassi e Svezia. Esordisce il 14 novembre 2009 nella prima partita giocata a Pescara, entrando al 70' al posto di Angelo Palombo e offre una discreta prestazione vivacizzando il centrocampo. Il 18 novembre gioca titolare a Cesena contro la Svezia, offrendo una prestazione convincente.

### Dopo il ritiro
Ritiratosi nell’estate del 2019, il 30 novembre 2020 diventa poi vicepresidente vicario dell’Associazione Italiana Calciatori oltre che consigliere della FIGC.

## Statistiche

### Presenze e reti nei club
| Stagione        | Squadra         | Campionato      | Campionato | Campionato | Coppe nazionali | Coppe nazionali | Coppe nazionali | Coppe continentali | Coppe continentali | Coppe continentali | Altre coppe | Altre coppe | Altre coppe | Totale | Totale |
| Stagione        | Squadra         | Comp            | Pres       | Reti       | Comp            | Pres            | Reti            | Comp               | Pres               | Reti               | Comp        | Pres        | Reti        | Pres   | Reti   |
| --------------- | --------------- | --------------- | ---------- | ---------- | --------------- | --------------- | --------------- | ------------------ | ------------------ | ------------------ | ----------- | ----------- | ----------- | ------ | ------ |
| 2001-2002       | Cesena          | C1              | 21         | 0          | -               | -               | -               | -                  | -                  | -                  | -           | -           | -           | 21     | 0      |
| 2002-2003       | Cesena          | C1              | 24+2       | 2          | -               | -               | -               | -                  | -                  | -                  | -           | -           | -           | 26     | 2      |
| ago. 2003       | Cesena          | C1              | 0          | 0          | CI              | 1               | 0               | -                  | -                  | -                  | -           | -           | -           | 1      | 0      |
| 2003-2004       | L.R. Vicenza    | B               | 41         | 1          | CI              | 0               | 0               | -                  | -                  | -                  | -           | -           | -           | 41     | 1      |
| 2004-2005       | L.R. Vicenza    | B               | 21+1       | 1          | CI              | 2               | 0               | -                  | -                  | -                  | -           | -           | -           | 24     | 1      |
| Totale Vicenza  | Totale Vicenza  | Totale Vicenza  | 62+1       | 2          |                 | 2               | 0               |                    | -                  | -                  |             | -           | -           | 65     | 2      |
| 2005-2006       | Reggina         | A               | 28         | 0          | CI              | 0               | 0               | -                  | -                  | -                  | -           | -           | -           | 28     | 0      |
| ago. 2006       | Reggina         | A               | 0          | 0          | CI              | 3               | 0               | -                  | -                  | -                  | -           | -           | -           | 3      | 0      |
| Totale Reggina  | Totale Reggina  | Totale Reggina  | 28         | 0          |                 | 3               | 0               |                    | -                  | -                  |             | -           | -           | 31     | 0      |
| 2006-2007       | Cagliari        | A               | 31         | 1          | CI              | 3               | 0               | -                  | -                  | -                  | -           | -           | -           | 34     | 1      |
| 2007-2008       | Cagliari        | A               | 27         | 1          | CI              | 0               | 0               | -                  | -                  | -                  | -           | -           | -           | 27     | 1      |
| 2008-2009       | Cagliari        | A               | 30         | 2          | CI              | 1               | 0               | -                  | -                  | -                  | -           | -           | -           | 31     | 2      |
| 2009-2010       | Cagliari        | A               | 36         | 1          | CI              | 0               | 0               | -                  | -                  | -                  | -           | -           | -           | 36     | 1      |
| 2010-2011       | Cagliari        | A               | 37         | 1          | CI              | 2               | 0               | -                  | -                  | -                  | -           | -           | -           | 39     | 1      |
| 2011-gen. 2012  | Cagliari        | A               | 15         | 1          | CI              | 2               | 0               | -                  | -                  | -                  | -           | -           | -           | 17     | 1      |
| Totale Cagliari | Totale Cagliari | Totale Cagliari | 176        | 7          |                 | 8               | 0               |                    | -                  | -                  |             | -           | -           | 184    | 7      |
| gen.-giu. 2012  | Genoa           | A               | 20         | 0          | CI              | 0               | 0               | -                  | -                  | -                  | -           | -           | -           | 20     | 0      |
| ago. 2012       | Genoa           | A               | 0          | 0          | CI              | 1               | 0               | -                  | -                  | -                  | -           | -           | -           | 1      | 0      |
| 2012-2013       | Atalanta        | A               | 24         | 0          | CI              | 0               | 0               | -                  | -                  | -                  | -           | -           | -           | 24     | 0      |
| 2013-gen. 2014  | Genoa           | A               | 16         | 1          | CI              | 1               | 0               | -                  | -                  | -                  | -           | -           | -           | 17     | 1      |
| Totale Genoa    | Totale Genoa    | Totale Genoa    | 36         | 1          |                 | 2               | 0               |                    | -                  | -                  |             | -           | -           | 38     | 1      |
| gen.-giu. 2014  | Sassuolo        | A               | 15         | 1          | CI              | 0               | 0               | -                  | -                  | -                  | -           | -           | -           | 15     | 1      |
| 2014-2015       | Sassuolo        | A               | 28         | 0          | CI              | 3               | 0               | -                  | -                  | -                  | -           | -           | -           | 31     | 0      |
| 2015-2016       | Sassuolo        | A               | 22         | 0          | CI              | 1               | 0               | -                  | -                  | -                  | -           | -           | -           | 23     | 0      |
| 2016-2017       | Sassuolo        | A               | 14         | 0          | CI              | 0               | 0               | UEL                | 8                  | 0                  | -           | -           | -           | 22     | 0      |
| 2017-2018       | Sassuolo        | A               | 7          | 0          | CI              | 1               | 0               | -                  | -                  | -                  | -           | -           | -           | 8      | 0      |
| Totale Sassuolo | Totale Sassuolo | Totale Sassuolo | 86         | 1          |                 | 5               | 0               |                    | 8                  | 0                  |             | -           | -           | 99     | 1      |
| 2018-2019       | Cesena          | D               | 23         | 1          | CI-D            | 1               | 0               |                    |                    |                    |             |             |             | 24     | 1      |
| Totale Cesena   | Totale Cesena   | Totale Cesena   | 68+2       | 3          |                 | 2               | 0               |                    | -                  | -                  |             | -           | -           | 72     | 3      |
| Totale carriera | Totale carriera | Totale carriera | 483        | 14         |                 | 22              | 0               |                    | 8                  | 0                  |             | -           | -           | 513    | 14     |

### Cronologia presenze e reti in nazionale
| Cronologia completa delle presenze e delle reti in nazionale ― Italia | Cronologia completa delle presenze e delle reti in nazionale ― Italia | Cronologia completa delle presenze e delle reti in nazionale ― Italia | Cronologia completa delle presenze e delle reti in nazionale ― Italia | Cronologia completa delle presenze e delle reti in nazionale ― Italia | Cronologia completa delle presenze e delle reti in nazionale ― Italia | Cronologia completa delle presenze e delle reti in nazionale ― Italia | Cronologia completa delle presenze e delle reti in nazionale ― Italia |
| Data                                                                  | Città                                                                 | In casa                                                               | Risultato                                                             | Ospiti                                                                | Competizione                                                          | Reti                                                                  | Note                                                                  |
| --------------------------------------------------------------------- | --------------------------------------------------------------------- | --------------------------------------------------------------------- | --------------------------------------------------------------------- | --------------------------------------------------------------------- | --------------------------------------------------------------------- | --------------------------------------------------------------------- | --------------------------------------------------------------------- |
| 14-11-2009                                                            | Pescara                                                               | Italia                                                                | 0 – 0                                                                 | Paesi Bassi                                                           | Amichevole                                                            | -                                                                     |                                                                       |
| 18-11-2009                                                            | Cesena                                                                | Italia                                                                | 1 – 0                                                                 | Svezia                                                                | Amichevole                                                            | -                                                                     |                                                                       |
| Totale                                                                |                                                                       | Presenze                                                              | 2                                                                     |                                                                       | Reti                                                                  | 0                                                                     |                                                                       |

## Palmarès

### Club

#### Competizioni nazionali
- Serie D: 1

Cesena: 2018-2019 (girone F)